# Toltecolus chihuanus
Toltecolus chihuanus är en mångfotingart som beskrevs av Chamberlin 1947. Toltecolus chihuanus ingår i släktet Toltecolus och familjen Atopetholidae. Inga underarter finns listade i Catalogue of Life.